# Conus recognitus
Espèce
Conus recognitus est une espèce fossile de mollusques gastéropodes marins de la famille des Conidae.

## Description
La taille de la coquille atteint 33 mm.

## Distribution
Cette espèce marine n'est connue que comme fossile du Néogène de la République dominicaine.

## Taxinomie

### Publication originale
L'espèce Conus recognitus a été décrite pour la première fois en 1867 par le botaniste, naturaliste et explorateur britannique Robert John Lechmere Guppy.